# Tercera Federación - Grupo XI 2023-24
La temporada 2023-24 del Grupo XI de la Tercera Federación de fútbol comenzó el 9 de septiembre de 2023 y finalizó el 12 de mayo de 2024. Posteriormente se disputó la promoción de ascenso entre el 19 de mayo y el 9 de junio en su fase territorial, y para finalizar en su fase nacional entre el 16 y 23 de mayo. Se trata de la tercera edición tras la restructuración de las categorías no profesionales por parte de la RFEF a causa de la pandemia global causada por el Coronavirus; y es la quinta categoría a nivel nacional.

## Sistema de competición
Participan dieciocho clubes encuadrados en un único grupo. Se enfrentan todos contra todos en dos ocasiones -una en campo propio y otra en campo contrario- durante un total de 34 jornadas. El orden de los encuentros se decide por sorteo antes de empezar la competición. La Federación de Fútbol de las Islas Baleares es la responsable de designar las fechas de los partidos y los árbitros de cada encuentro, reservando al equipo local la potestad de fijar el horario exacto de cada encuentro.
Una vez finalizada la competición, el primer clasificado asciende directamente a Segunda Federación y se proclama campeón de Tercera Federación.
Los clasificados entre el segundo y el quinto lugar disputan un Play Off territorial en formato de eliminatorias a doble partido ida y vuelta. En caso de empate el vencedor de la eliminatoria es el equipo mejor clasificado. El equipo vencedor de este Play Off se clasifica a la Promoción de ascenso a Segunda Federación que tiene carácter de final interterritorial.
Los tres últimos clasificados descienden directamente a las ligas preferentes de Ibiza-Formentera, Mallorca o Menorca. Puede haber más descensos por arrastre provocados por descensos de superior categoría.

## Ascensos y descensos
| Pos. | Ascendidos a 2.ª Federación |
| ---- | --------------------------- |
| 1º   | C. D. Andrach               |
| 3º   | S. E. Penya Independent     |

| Pos. | Descendidos de 2.ª Federación |
| ---- | ----------------------------- |
| 16.º | C. D. Ibiza Islas Pitiusas    |
| 17.º | R. C. D. Mallorca "B"         |

| Pos.    | Ascendidos de Ligas Preferentes |
| ------- | ------------------------------- |
| 1º      | U. D. Arenal                    |
| 2º      | C. D. Felanich                  |
| Playoff | C. D. Alayor                    |
| Playoff | U. D. Alcudia                   |

| Pos. | Descendidos a Ligas Preferentes |
| ---- | ------------------------------- |
| 14.º | P. E. Sant Jordi                |
| 16.º | C. E. Sant Jordi                |

## Equipos

### Listado de equipos
| Equipo                     | Localidad         | Estadio                         | Capacidad |
| -------------------------- | ----------------- | ------------------------------- | --------- |
| C. D. Alayor               | Alayor            | Los Pinos                       | 2.500     |
| U. D. Alcudia              | Alcudia           | Municipal                       | 1.750     |
| U. D. Arenal               | El Arenal         | Municipal Arenal                |           |
| C. D. Binisalem            | Binisalem         | Miquel Pons                     | 2.000     |
| U. D. Collerense           | Palma de Mallorca | Ca Na Paulina                   | 1.000     |
| C. D. Constancia           | Inca              | Nuevo Campo de Inca             | 10.000    |
| C. D. Felanich             | Felanich          | Es Torrentó-Mariona Caldentey   | 2.000     |
| C. D. Ibiza Islas Pitiusas | Ibiza             | Estadio Municipal de Can Misses | 1.000     |
| F. C. Inter Manacor        | Manacor           | Na Capellera                    | 4.000     |
| C. D. Llosetense           | Lloseta           | Es Puig                         | 2.000     |
| R. C. D. Mallorca "B"      | Palma de Mallorca | Son Bibiloni                    | 1.500     |
| C. D. Manacor              | Manacor           | Na Capellera                    | 4.000     |
| C. E. Mercadal             | El Mercadal       | San Martí                       | 1.000     |
| C. F. Playas de Calviá     | Calviá            | Polideportivo de Magaluf        | 3.500     |
| U. D. Poblense             | La Puebla         | Nuevo Campo                     | 8.000     |
| S. D. Portmany             | San Antonio Abad  | Municipal de San Antonio        | 890       |
| C. D. Santañí              | Santañí           | Municipal de Santañí            | 4.000     |
| C. F. Sóller               | Sóller            | Camp d'en Maiol                 | 1.500     |

| Alayor Alcudia Arenal Binisalem Collerense Constancia Felanich Ibiza Pitiusas Inter Llosetense Mallorca "B" Manacor Mercadal Poblense Portmany Pl. Calviá Santañí Sóller |

## Clasificación
| Pos. | Equipo                            | Pts. | PJ | G  | E | P  | GF | GC  | Dif. |                                                    |
| ---- | --------------------------------- | ---- | -- | -- | - | -- | -- | --- | ---- | -------------------------------------------------- |
| 1    | C. D. Ibiza Islas Pitiusas (A, C) | 87   | 34 | 27 | 6 | 1  | 73 | 15  | +58  | Ascenso a Segunda Federación y Copa del Rey        |
| 2    | R. C. D. Mallorca "B" (A)         | 74   | 34 | 22 | 8 | 4  | 72 | 16  | +56  | Ascenso a Segunda Federación y Copa del Rey        |
| 3    | U. D. Poblense                    | 74   | 34 | 22 | 8 | 4  | 63 | 15  | +48  | Play-Offs Ascenso a Segunda Federación y Copa RFEF |
| 4    | C. F. Playas de Calviá            | 63   | 34 | 18 | 9 | 7  | 47 | 22  | +25  | Play-Offs Ascenso a Segunda Federación             |
| 5    | C. D. Manacor                     | 62   | 34 | 19 | 5 | 10 | 59 | 40  | +19  | Play-Offs Ascenso a Segunda Federación             |
| 6    | C. D. Santañí                     | 56   | 34 | 16 | 8 | 10 | 46 | 23  | +23  |                                                    |
| 7    | C. D. Constancia                  | 53   | 34 | 15 | 8 | 11 | 44 | 32  | +12  |                                                    |
| 8    | U. E. Alcudia                     | 49   | 34 | 14 | 7 | 13 | 54 | 44  | +10  |                                                    |
| 9    | C. D. Llosetense                  | 49   | 34 | 14 | 7 | 13 | 37 | 38  | −1   |                                                    |
| 10   | C. D. Mercadal                    | 45   | 34 | 12 | 9 | 13 | 33 | 37  | −4   |                                                    |
| 11   | C. D. Binisalem                   | 43   | 34 | 12 | 7 | 15 | 35 | 38  | −3   |                                                    |
| 12   | S. D. Portmany                    | 42   | 34 | 11 | 9 | 14 | 38 | 38  | 0    |                                                    |
| 13   | U. D. Collerense                  | 38   | 34 | 10 | 8 | 16 | 39 | 55  | −16  |                                                    |
| 14   | C. D. Felanich                    | 35   | 34 | 10 | 5 | 19 | 37 | 53  | −16  |                                                    |
| 15   | C. D. Alayor (D)                  | 31   | 34 | 8  | 7 | 19 | 27 | 51  | −24  | Descenso a Preferente por arrastre                 |
| 16   | U. D. Arenal (D)                  | 26   | 34 | 6  | 8 | 20 | 28 | 59  | −31  | Descenso a Preferente                              |
| 17   | C. F. Sóller (D)                  | 17   | 34 | 4  | 5 | 25 | 26 | 98  | −72  | Descenso a Preferente                              |
| 18   | F. C. Inter Manacor (D)           | 10   | 34 | 2  | 4 | 28 | 22 | 106 | −84  | Descenso a Preferente                              |

Actualizado a los partidos jugados el 24 de mayo de 2024.
 Fuente: Resultados Fútbol

## Resultados
| Local \ Visitante          | ALA | ALC | ARE | BIN | COL | CON | FEL | IBI | INT | LLO | MAL | MAN | MER | PLA | POB | POR | SAN | SOL |
| -------------------------- | --- | --- | --- | --- | --- | --- | --- | --- | --- | --- | --- | --- | --- | --- | --- | --- | --- | --- |
| C. D. Alayor               | —   | 2–4 | 2–1 | 1–0 | 0–0 | 1–3 | 0–1 | 0–1 | 3–1 | 0–1 | 2–2 | 2–1 | 0–0 | 0–0 | 0–3 | 1–1 | 0–1 | 0–0 |
| U. D. Alcudia              | 4–1 | —   | 2–1 | 0–0 | 5–1 | 2–0 | 2–0 | 0–0 | 1–0 | 1–2 | 0–1 | 2–0 | 1–0 | 1–2 | 1–1 | 2–0 | 2–1 | 2–2 |
| U. D. Arenal               | 0–1 | 2–2 | —   | 1–0 | 2–2 | 1–1 | 2–1 | 0–2 | 2–1 | 1–2 | 0–3 | 1–3 | 1–1 | 0–1 | 0–3 | 1–1 | 1–2 | 3–0 |
| C. D. Binisalem            | 0–2 | 3–1 | 1–0 | —   | 3–0 | 1–0 | 3–2 | 0–2 | 4–0 | 1–0 | 0–1 | 1–2 | 2–0 | 0–0 | 1–3 | 1–2 | 1–0 | 2–1 |
| U. D. Collerense           | 2–0 | 1–2 | 1–2 | 1–1 | —   | 0–3 | 4–2 | 0–0 | 4–0 | 0–0 | 0–2 | 0–1 | 1–0 | 1–1 | 0–2 | 1–0 | 0–2 | 4–1 |
| C. D. Constancia           | 1–0 | 3–2 | 1–0 | 2–0 | 2–1 | —   | 3–0 | 2–1 | 2–0 | 0–1 | 0–0 | 0–2 | 1–0 | 0–2 | 0–1 | 2–1 | 1–1 | 3–0 |
| C. D. Felanich             | 2–0 | 2–0 | 0–2 | 2–1 | 1–0 | 2–2 | —   | 0–3 | 5–0 | 2–3 | 0–1 | 1–1 | 0–1 | 0–0 | 0–1 | 0–1 | 3–1 | 2–2 |
| C. D. Ibiza Islas Pitiusas | 3–0 | 2–1 | 4–0 | 2–0 | 3–0 | 3–3 | 3–0 | —   | 6–1 | 1–0 | 3–1 | 1–0 | 3–0 | 0–0 | 2–1 | 1–0 | 2–0 | 1–0 |
| F. C. Inter Manacor        | 1–0 | 1–7 | 0–0 | 3–2 | 1–5 | 0–0 | 0–1 | 1–4 | —   | 3–4 | 0–9 | 1–4 | 0–1 | 0–2 | 0–2 | 2–5 | 0–7 | 1–2 |
| C. D. Llosetense           | 1–0 | 0–2 | 3–0 | 0–0 | 0–1 | 0–2 | 1–2 | 1–1 | 1–0 | —   | 0–0 | 1–1 | 1–0 | 0–0 | 0–2 | 2–1 | 0–3 | 2–0 |
| R. C. D. Mallorca "B"      | 2–1 | 3–1 | 3–0 | 4–0 | 4–0 | 1–1 | 3–0 | 0–1 | 6–0 | 1–0 | —   | 2–1 | 3–0 | 1–2 | 2–1 | 2–1 | 0–0 | 3–0 |
| C. D. Manacor              | 5–2 | 2–1 | 3–1 | 0–0 | 1–0 | 1–0 | 2–0 | 1–3 | 0–0 | 3–2 | 0–4 | —   | 2–2 | 3–2 | 1–2 | 2–0 | 1–0 | 8–2 |
| C. D. Mercadal             | 1–1 | 0–0 | 2–0 | 2–1 | 3–3 | 1–1 | 0–0 | 0–2 | 3–0 | 1–3 | 0–2 | 3–1 | —   | 0–1 | 1–0 | 2–1 | 2–1 | 2–0 |
| C. F. Playas de Calviá     | 2–0 | 1–0 | 2–0 | 1–2 | 1–2 | 1–0 | 3–0 | 0–1 | 3–2 | 2–1 | 0–0 | 3–0 | 2–3 | —   | 0–1 | 1–0 | 1–0 | 5–1 |
| U. D. Poblense             | 5–0 | 4–0 | 3–0 | 1–0 | 0–0 | 3–0 | 5–0 | 1–2 | 5–0 | 4–3 | 0–0 | 1–0 | 0–0 | 0–0 | —   | 3–0 | 1–0 | 2–0 |
| S. D. Portmany             | 2–0 | 3–3 | 0–0 | 0–0 | 3–0 | 2–1 | 2–0 | 1–2 | 1–1 | 0–0 | 1–0 | 0–3 | 0–1 | 2–1 | 1–1 | —   | 0–0 | 3–1 |
| C. D. Santañí              | 0–1 | 1–0 | 3–0 | 1–1 | 5–1 | 1–0 | 1–0 | 1–1 | 3–1 | 3–1 | 1–1 | 0–1 | 1–0 | 0–0 | 0–0 | 1–0 | —   | 4–0 |
| C. F. Sóller               | 0–4 | 2–0 | 3–3 | 1–3 | 2–3 | 0–4 | 0–6 | 0–7 | 2–1 | 0–1 | 0–5 | 0–3 | 2–1 | 1–5 | 1–1 | 0–3 | 0–1 | —   |

## Play Off de Ascenso a Segunda Federación
|  | Semifinales                                          | Semifinales                                          | Semifinales                                          | Semifinales                                          | Semifinales                                          |   |                       | Final                                                | Final                                                | Final                                                | Final                                                | Final                                                |  |
|  | 19 de mayo de 2024 (ida) 26 de mayo de 2024 (vuelta) | 19 de mayo de 2024 (ida) 26 de mayo de 2024 (vuelta) | 19 de mayo de 2024 (ida) 26 de mayo de 2024 (vuelta) | 19 de mayo de 2024 (ida) 26 de mayo de 2024 (vuelta) | 19 de mayo de 2024 (ida) 26 de mayo de 2024 (vuelta) |   |                       | 2 de junio de 2024 (ida) 9 de junio de 2024 (vuelta) | 2 de junio de 2024 (ida) 9 de junio de 2024 (vuelta) | 2 de junio de 2024 (ida) 9 de junio de 2024 (vuelta) | 2 de junio de 2024 (ida) 9 de junio de 2024 (vuelta) | 2 de junio de 2024 (ida) 9 de junio de 2024 (vuelta) |  |
|  |                                                      |                                                      |                                                      |                                                      |                                                      |   |                       |                                                      |                                                      |                                                      |                                                      |                                                      |  |
|  |                                                      |                                                      |                                                      |                                                      |                                                      |   |                       |                                                      |                                                      |                                                      |                                                      |                                                      |  |
|  | 5º                                                   | C. D. Manacor                                        | 1                                                    | 1                                                    | 2                                                    |   |                       |                                                      |                                                      |                                                      |                                                      |                                                      |  |
|  | 5º                                                   | C. D. Manacor                                        | 1                                                    | 1                                                    | 2                                                    |   |                       |                                                      |                                                      |                                                      |                                                      |                                                      |  |
|  | 2º                                                   | R. C. D. Mallorca "B"                                | 0                                                    | 5                                                    | 5                                                    |   |                       |                                                      |                                                      |                                                      |                                                      |                                                      |  |
|  | 2º                                                   | R. C. D. Mallorca "B"                                | 0                                                    | 5                                                    | 5                                                    |   | R. C. D. Mallorca "B" | R. C. D. Mallorca "B"                                | 0                                                    | 1                                                    | 1                                                    |                                                      |  |
|  |                                                      |                                                      |                                                      |                                                      |                                                      |   | R. C. D. Mallorca "B" | R. C. D. Mallorca "B"                                | 0                                                    | 1                                                    | 1                                                    |                                                      |  |
|  |                                                      |                                                      | U. D. Poblense                                       | U. D. Poblense                                       | 1                                                    | 0 | 1                     |                                                      |                                                      |                                                      |                                                      |                                                      |  |
|  | 4º                                                   | C. F. Playas de Calviá                               | U. D. Poblense                                       | U. D. Poblense                                       | 1                                                    | 0 | 1                     | 0                                                    | 1                                                    | 1                                                    |                                                      |                                                      |  |
|  | 4º                                                   | C. F. Playas de Calviá                               |                                                      |                                                      |                                                      |   |                       | 0                                                    | 1                                                    | 1                                                    |                                                      |                                                      |  |
|  | 3º                                                   | U. D. Poblense                                       | 0                                                    | 2                                                    | 2                                                    |   |                       |                                                      |                                                      |                                                      |                                                      |                                                      |  |
|  | 3º                                                   | U. D. Poblense                                       | 0                                                    | 2                                                    | 2                                                    |   |                       |                                                      |                                                      |                                                      |                                                      |                                                      |  |
|  |                                                      |                                                      |                                                      |                                                      |                                                      |   |                       |                                                      |                                                      |                                                      |                                                      |                                                      |  |

## Clasificado a la Copa del Rey
| Bandera de las Islas Baleares |
| C. D. Ibiza Islas Pitiusas    |
| 1º Puesto                     |

Nota: Hay posibilidad de que el subcampeón se clasifique a la Copa del Rey si no es un equipo filial.